# Anne-Marie Adiaffi
Anne-Marie Adiaffi (Abengourou, 1951 - 1995, Abidjã) foi uma escritora marfinense.

## Vida
Nascida em Abengourou, no ano de 1951, Adiaffi completou sua educação primária e secundária na Costa do Marfim, antes de continuar sua formação em Marseilles. Em sequência, foi para Dacar, onde recebeu seu diploma de secretária bilíngue, o que a permitiu trabalhar enquanto secretária num banco de seu país de origem. Sua carreira literária se desenvolveu ao longo da década de 1980, quando começou à trabalhar, paralelamente, na casa de publicação Nouvelles Editions Africaines.

## Obra
- Une Vie hypotéqué (1983)
- La Ligne brisée (1989)

## Bilbiografia
- Gikandi, Simon, ed. (2003). Encyclopedia of African literature [Enciclopédia da literatura Africana]. [S.l.]: Routledge